# 米国科学アカデミー賞分子生物学部門
米国科学アカデミー賞分子生物学部門（NAS Award in Molecular Biology）は米国科学アカデミー(NAS)の分子生物学の賞。卓越した業績を挙げたアメリカ合衆国内の研究者に授与される。

## 受賞者
- 2025年 Eric Skaar
- 2024年 Shu-ou Shan
- 2023年 Jason S. McLellan
- 2022年 Carrie Partch:
- 2021年 Joseph D. Mougous
- 2020年 Hashim Murtadha Al-Hashimi
- 2019年 デイヴィッド・ライク
- 2018年 Howard Y. Chang
- 2017年 Rodolphe Barrangou
- 2016年 Dianne Newman
- 2015年 荘小威
- 2014年 デイヴィッド・M・サバティーニ
- 2013年 Sue Biggins
- 2012年 陳志堅
- 2011年 James M. Berger
- 2010年 Jeannie T. Lee
- 2009年 Stephen P. Bell
- 2008年 Angelika Amon
- 2007年 Gregory Hannon
- 2006年 Ronald Breaker, Tina M. Henkin
- 2005年 David Bartel
- 2004年 王暁東
- 2003年 アンドリュー・ファイアー, クレイグ・メロー
- 2002年 スティーブン・エレッジ
- 2001年 Erin K. O'Shea
- 2000年 パトリック・O・ブラウン
- 1999年 Clifford Tabin
- 1998年 Philip A. Beachy
- 1997年 Richard Scheller, トーマス・スードフ
- 1996年 Michael Levine
- 1995年 Daniel E. Gottschling
- 1994年 Gerald Joyce, ジャック・W・ショスタク
- 1993年 Peter S. Kim
- 1992年 Bruce Baker, Thomas W. Cline
- 1991年 Steven McKnight, Robert Tjian
- 1990年 エリザベス・H・ブラックバーン
- 1989年 Kiyoshi Mizuuchi
- 1988年 ロバート・ホロビッツ
- 1987年 トーマス・チェック
- 1986年 ロバート・ローダー
- 1985年 Gerald M. Rubin, Allan C. Spradling
- 1984年 Geoffrey M. Cooper, ロバート・ワインバーグ
- 1983年 James C. Wang
- 1982年 Joan A. Steitz
- 1981年 Ronald W. Davis, Gerald Fink
- 1980年 フィリップ・シャープ
- 1979年 マーク・プタシュネ
- 1978年 ギュンター・ブローベル
- 1977年 Aaron J. Shatkin
- 1976年 ダニエル・ネイサンズ
- 1975年 Bruce Alberts
- 1974年 デビッド・ボルティモア
- 1973年 Donald D. Brown
- 1972年 ハワード・マーティン・テミン
- 1971年 野村眞康
- 1970年 A. Dale Kaiser
- 1969年 William B. Wood
- 1968年 ウォルター・ギルバート
- 1967年 ロバート・W・ホリー
- 1966年 Norton Zinder
- 1965年 Robert Stuart Edgar
- 1964年 チャールズ・ヤノフスキー
- 1963年 マシュー・メセルソン
- 1962年 マーシャル・ニーレンバーグ

## 参照
- NAS Award in Molecular Biology